# Tatort: Blindflug
Blindflug ist ein Fernsehfilm aus der Krimireihe Tatort, der vom Hessischen Rundfunk (HR) unter der Regie von Sylvia Hoffman produziert und am 29. März 1987 im Programm Das Erste zum ersten Mal gesendet wurde. Es handelt sich um die 191. Tatort-Folge und den dritten Fall des Kriminalhauptkommissars Edgar Brinkmann.
Brinkmann muss den Mord an einem Piloten und einer Stewardess aufklären.

## Handlung
Nachdem der Pilot Christian Beck in Frankfurt gelandet ist, will er sich mit der attraktiven Stewardess Anita Brückner im Hotel vergnügen. Während sie kurz ins Bad geht, klopft es an der Zimmertür und als Beck diese öffnet, wird er ohne Vorwarnung erschossen. Kommissar Brinkmann ermittelt in dem Fall und befragt als erstes einen Zeugen, der einen Mann hatte weglaufen sehen. Die Beschreibung passt auf Günter Marbach, den Exfreund von Anita. Marbach leugnet die Tat und auch Anita kann sich nicht vorstellen, dass dieser zu einem Mord fähig wäre. Um seine Unschuld zu beweisen, versucht Marbach selber eine Spur zu dem Mörder zu finden und stößt dabei auf einen Italiener namens Bernotti. Dieser hatte sich mit Beck treffen wollen. Als Marbach Brinkmann davon berichtet, spricht dieser zwar mit Bernotti, aber da gegen ihn keine konkreten Beweise vorliegen, kann er nichts weiter unternehmen. Marbach ist damit weiter auf sich selber gestellt und wird inzwischen von Bernotti und seiner Sippe bedroht. Sie haben erfahren, dass er der Polizei den Hinweis gegeben hatte und wollen sich rächen, da sie ihrerseits vermuten, dass Marbach Bernotti die Tat in die Schuhe schieben will.
Inzwischen wird auch Anita Brückner von einem Unbekannten vom Balkon gestoßen. Nachdem Marbach kurz nach dem Mord in ihrem Hotelzimmer auftaucht, wird er deshalb verdächtigt, auch sie umgebracht zu haben. Damit die Polizei ihn nicht verhaftet, ergreift er die Flucht. Die Polizei bleibt ihm auf den Fersen und verfolgt ihn bis nach München. Dort gelingt es Marbach, bis in die Innenstadt zu kommen, wo er Becks Witwe aufsucht. Ihm ist klar, dass sie mit den Morden zu tun hat, für die er verdächtigt werden soll. Während er die Frau unter Druck setzt, erscheint plötzlich Löbel, ein Geschäftspartner von Doris Beck. Er lässt keinen Zweifel daran, dass er sowohl Beck als auch Anita umgebracht und alles so geschickt eingefädelt hat, dass man Marbach für den Täter halten musste. Er hatte sich immer Hoffnung auf Doris Beck und auch das Geschäft gemacht. Da sie sich jedoch mit den Liebschaften ihres Mannes arrangierte und nicht ernsthaft vorhatte, sich von ihm zu trennen, hat er ihn kurzerhand aus dem Weg geräumt. Da er sich von Anita erkannt fühlte, musste auch sie sterben.
Als Doris Beck dieses unfreiwillige Geständnis vernimmt ist sie empört und es kommt zu einem Handgemenge. Dabei wird Löbel angeschossen, woraufhin Marbach die Polizei ruft.

## Rezeption

### Einschaltquoten
Die Erstausstrahlung von Blindflug am 29. März 1987 erreichte für Das Erste einen Marktanteil von 47,00 Prozent und wurde in Deutschland von 18,28 Millionen Zuschauern gesehen.

### Kritiken
Tilmann P. Gangloff schreibt bei tittelbach.tv: „Selbst der dynamische Uwe Ochsenknecht schafft es nicht, ‚Blindflug‘, diesen teilweise sehr gemächlichen ‚Tatort‘ aus dem Jahr 1987, zu retten. Dabei ist die Hitchcock-Geschichte durchaus interessant.“ Weiterhin meint der Kritiker: „Es mag ein Qualitätsmerkmal sein, wenn die Dynamik nicht durch die Bildgestaltung (Werner Hoffmann) entsteht, sondern durch die Aktionen vor der Kamera. […] Davon abgesehen aber ist die vorgestrige Inszenierung von einer fast aufreizenden Gelassenheit, und der selbstgefällige Epilog sieht aus, als habe Hoffman  nachträglich das Vertrauen in die Exekutive wiederherstellen wollen – oder müssen. Bemerkenswert ist dagegen die stilistische Vielfalt der Musik. Ralf Zang setzt zwar einige unnötige Ausrufezeichen im Stil der Edgar-Wallace-Filme, aber davon abgesehen mutet der Soundtrack mit seiner Mischung aus Rock, Jazz und Electro-Sounds ungleich moderner an als die Kameraarbeit.“
Die Fernsehzeitung TV Spielfilm meint dazu: „Guter Start, ruhiger Flug, perfekte Landung.“